# Мезонікс
Мезоніхіі (Mesonychia) — вимерлий ряд ссавців, єдині хижаки серед копитних. Найбільш відомими видами є ендрюсарх (Andrewsarchus mongoliensis) і мезонікс (Mesonyx), пахіена. Раніше цей ряд значився як родина в межах ряду акреодів (Acreodi) і довгий час розглядався як предки китоподібних.

## Зовнішній вигляд
Мезоніхіі нагадували собак з великими витягнутими головами. Їх зуби були добре пристосовані до розрізання і жування м'яса, їхня форма вказує на м'ясоїдність і некрофагію. Ікла були дуже великими. На лапах були не кігті, як у сучасних хижаків, а копита, розділені поздовжньою щілиною. Ранні види були ще п'ятипалими й ступали всім периметром копита, більш пізні — чотирипалими й ступали тільки передніми частинами копита.

## Еволюційний розвиток
Мезоніхіі з'явилися в ранньому палеоцені в Азії. Однією з перших форм був рід Yangtanlestes. Починаючи з середнього палеоцену роди Dissacus і анкалагон (Ankalagon) поширилися на інші континенти. Перший був розміром з койота і зустрічався у північній півкулі. Другий жив у Північній Америці, був значно більшим, його череп був розміром з ведмежий. Тим не менш, черепа цих тварин були непропорційно великими відносно розміру тіла.
У палеоцені існувало три родини мезоніхій: триїзодонтіди (Triisodontidae), мезоніхіди (Mesonychidae) і менш відомі гапалодектіди (Hapalodectidae). Перші два разом відносились до основних хижаків на світанку ссавців початку третинного періоду, а ссавці роду еоконодон (Eoconodon) і триїзодон (Triisodon) були найбільшими свого часу. Ендрюсарх, що жив в середньому еоцені в Азії, був найбільшим відомим сухопутним хижим ссавцем всіх часів (зараз найбільший сухопутний хижак — білий ведмідь).